# SAINT (漫画)
『SAINT』（セイント）は、赤石路代による日本の漫画作品。『ASUKA』（角川書店）にて1991年8月号から1998年7月号まで断続的に掲載されていた。単行本全5巻、小学館文庫版全3巻。

## あらすじ
横浜の港で、記憶喪失の少年を見つけた高校生の三島はるひ。謎の教団に追われている彼を見つけたその日から、彼女の運命は大きく揺れ動く。次々と奇跡を起こし、「セイント」と呼ばれるようになった彼を追って似たような力を持つ者たちがやってくるが、ことごとく彼の力におよばず破滅して行く。セイントは教団の教祖のクローンとして作られた身体でありながら、教祖よりもヒーリングの力が強く心が清らかという奇跡の存在だと言われる。その力をほしがる者から彼を愛する者たちは彼を守れるのか・・

## 登場人物

### 主要人物
セイント
本作の主人公。記憶を失った謎の少年。はるひに発見された際、33と書かれたブレスレットを身に着けていた。純粋で優しい心の持ち主。腰まで伸びた長髪の、女性のような外見が特徴。自分自身に関する記憶はすべて失っているが、手をかざしたり、抱きしめたりすると、病気や怪我を癒すことができる特殊なヒーリング能力を持つ。そのため、いつしか「聖人（セイント）」と呼ばれるようになった。 実はオリジナルのウォルターに近づけるため、複数作られたクローンである実験体の1人。
三島はるひ（みしま はるひ）
横浜中区に住む活発な女子高校生。作中は彼女の視点で描かれる。三島病院の娘。埠頭に倒れていたセイントを父の病院に運び込む。その後セイントのもとに次々に襲い掛かる危機に立ち向かっていくが、彼女も何度となく命の危機に脅かされることになる。セイントに想いを寄せており、彼を信頼している。
間宮良平（まみや りょうへい）
はるひの幼なじみで横浜水上警察署長の息子。父はセイントに心臓発作を治してもらった事がある。美形で女子にモテる。はるひの事が好きらしいが、彼女にはあまり相手にされていない。セイントがはるひの家に居候するようになってから、よくご飯を食べに来ている。セイントの事情を知り、理解者としてフォローする一方で、はるひとセイントの関係が近づいていくことを心配している。
工藤（くどう）
はるひの3歳年上の幼なじみの青年。彼女の家の近所に住んでいる。父親を亡くし、近頃素行が悪くなっていた。ある日、暴力団員とトラブルを起こし、大怪我を負って「三島病院」に運び込まれた。そこでセイントの手により救われて恩義を感じ、以降は行動を改め、彼に尽くすようになる。
真刀城 ゆうや（まとしろ ゆうや）
はるひのクラスにドイツから来た転入生で、IQ200の持ち主と言われている。セイントを気に入っている。はるひにいきなりキスした事がある。セイントの未来を危惧して、無条件に人を癒すことに反対している。背中に星の痣があり謎が多い。
フレデリック・フォレスター
アメリカの予知能力者。妻のディアナが亡くなってから予知能力が作動しなくなった。埼玉一家失踪事件の解明のためTV局に呼ばれ来日しているときにセイントと出会い、協力して事件を解決する。セイントに触れると力が増幅し、以後時々来日し「ステリオン」ではアメリカから予知した。
東山大河（ひがしやま たいが）
彩花に憧れており、彼女を救ってくれる人を探している青年。サイコキネシスの力を持つがコントロールできない。セイントに助けてもらった後刑務所に入れられるが、セイントに危険がせまれば壁を破ってでも助けると誓っている。特殊な能力を持つという噂を頼りに、さまざまな宗教団体の教祖のもとを訪れている。思ったような結果が得られなければ、その教祖を感情のままに攻撃することを繰り返している。

### 「緋色のブランヴィリエ」
緋室薔子（ひむろ しょうこ）
ブランヴィリエ侯爵の血を引くといわれる美女。はるひの学校に転入してきた。セイントを誘惑する。実はセイントを追う教団の関係者で、セイント以外の実験体のことも知っている。
緋室美里（ひむろ みさと）
薔子の従姉妹。同時に転入して来たが、顔はまったく似ていない。ヨーロッパの貴族であるブランヴィリエ公爵の血を引いているが、薔子に比べ、地味で大人しい印象。理由あって、姿と名前を偽っている。
ブランヴィリエ公爵
薔子と美里の先祖のヨーロッパの貴族。その妻であるブランヴィリエ公爵夫人は、7歳の時から人を殺し、1666年から1672年にかけては自分の親戚や友人を理由もなく毒殺。1676年には悪魔憑きとされ火刑に処された。そのため現在でも「希代の毒婦」「殺人鬼」と評されている。

### 「ジャックは今日も待っている」
ジャック
自分自身に関する記憶は失ってしまっている。横浜開港記念館（ジャック）の前でセイントが出会った、彼にしか見えない幽霊の少年。ずっと救いを求めていた。

### 「ルカ8・2のマリア」
都筑まりあ（つづき まりあ）
はるひの同級生。小学生の頃は優等生だったが、母親が亡くなって以来変わってしまい、現在は不登校気味。見かけるたびに、違う男性と一緒にいるところが目撃されているが、ある日歩道橋から転落し、はるひたちは突き落とされたのではと犯人を探すうちに意外な真相にたどりつく。

### 「ハレルヤ・コーラス」
海音寺ほのか（かいおんじ ほのか）
財界の大物として知られる海音寺家の娘。可愛がっていたが死んだ愛犬をよみがえらせろとセイントに100万円持ってくる。その後、事件に巻き込まれて生死の境をさまようことになるが、セイントの力で生還。そのせいかセイントに執着心を抱き、彼を自宅に軟禁してしまう。
マーリン
セイントと同じ埠頭に倒れていた少年。髪は短いが顔立ちはセイントに似ている。49のブレスレットをつけていて教団から逃げて来たといい、はるひの家に居候する。脳に手術の痕がある。セイントの体を乗っ取るため、はるひに接触を試みる。

### 「赤い靴の少女」
彩花（あやか）
車いすに乗った少女。バレエをやっていたがある事件をきっかけに話すことも動くこともしなくなってしまった。セイントのもとを訪れた際、その理由が、体から魂が離れたままになっているためであることが判明する。

### 「ソテリア」
北條俊美（ほうじょう としみ）
はるひの同級生の男子生徒。毎日3時間目に気分が悪くなり、不登校になっていた美少年。セイントの存在を知って登校するようになったものの、学校ではセイントに依存して片時も離れようとせず、いつもべったりくっついている。
武藤美久（むとう みく）
はるひの同級生で、演劇部員の女子生徒。文化祭の演目のために、はるひやセイント、真刀城、北條に出演をお願いして回っている。中学生の頃から北條に想いを寄せており、不登校になっている彼のために一生懸命になっている。

### 教団関係者
ウォルター・アーネンバーグ
新興宗教団体の教祖だった男性。人を癒すという特殊な能力を持ち、人々を助けていた。しかし一方で、強い悪の心を持ち併せており、金や女性のために非道な行いもしたと言われている。教団が作り出した実験体は、すべて彼をもとに作り出されたものであった。
アーネンバーグ夫人
ウォルターの妻として行動をともにしている女性。50歳を超えているはずだが、外見は20代にしか見えないほど若々しく維持されている。発作を起こすウォルターのために、薬や脳移植の準備をするなど、常に彼の体を管理している。
クローン・34
１話目に出て来たセイントそっくりのクローン。オリジナルに一番似ていると言われているが性格は凶悪。
クローン・40
2話目「緋色のブランヴィリエ」に出て来たクローン。セイントより2つ年下。残忍な性格。
クローン・44
5話目「ハレルヤコーラス」に出て来たクローン。銃撃されたアメリカ大統領の命を救い絶大な信頼を得る。「復活したオリジナル」を自負しており、ウォルターの名を名乗るが実際は薬で能力を増大させており、心臓に負担がかかっているので他のクローンの体に自分の脳を次々と移植している。セイントの体をほしがっている。

## 用語
教団（きょうだん）
ウォルターを教祖として崇めていた宗教団体。ウォルターの死後、彼の復活を目論み、実験体と称する数多くのクローンを作り出した。実験を行っていた孤島の研究所から姿を消したセイントの命を狙っている。
実験体（じっけんたい）
ウォルターのクローンたち。新興宗教団体の教祖だったウォルターを復活させるため、その信者が科学力を尽くして作り出した。孤島の研究所で生まれ、育てられていた。ウォルターは人を癒すという特殊能力を持つためか、短命だったと言われており、そのクローンもまた短命であるとされている。
ステリオン
セイントを殺した背中に星型の痣がある男性が呼ばれていた名前。フレデリックが夢の中で見たことがある。ラテン語で「トカゲ」「星」の両方の意味を持っており、背中に星の模様がある、毒を持つトカゲのような生き物のことを指す。

## 初出
- SAINT ASUKA 1991年8-9月号
- 緋色のブランヴィリエ ASUKA 1992年4-5月号
- ジャックは今日も待っている ASUKA 1992年10月号
- ルカ8・2のマリア ASUKA 1993年2月号
- ハレルヤ・コーラス ASUKA 1993年5-8月号
- 2つの月 ASUKA 1994年12月号
- 赤い靴の少女 ASUKA 1995年8月号
- ソテリア ASUKA 1997年1月号
- 「METHUSELAH」の4巻 SAINT4巻書き下ろし 1997年
- ステリオン ASUKA 1997年12月号
- HEVENLY BLUE ASUKA 1998年7月号

## 書籍情報
- 赤石路代『SAINT』角川書店〈あすかコミックス〉、全5巻
  1. 1992年2月発売 ISBN 4-04-924274-5
  2. 1993年3月発売 ISBN 4-04-924342-3
  3. 1993年10月発売 ISBN 4-04-924381-4
  4. 1997年4月発売 ISBN 4-04-924650-3
  5. 1998年9月発売 ISBN 4-04-924747-X

- 赤石路代『SAINT』小学館〈小学館文庫〉、全3巻
  1. 2003年1月発売 ISBN 4-09-191414-4
  2. 2003年1月発売 ISBN 4-09-191415-2
  3. 2003年2月発売 ISBN 4-09-191416-0